# 艾爾柏婷·拉潘斯
艾爾柏婷·拉潘斯（英語：Albertine Lapensée，1898年8月10日—不詳）是加拿大曲棍球選手，時人將她視為加拿大女子曲棍球界首位「超級巨星」。她在1915-1918年間效力於康瓦爾維多利亞隊（Cornwall Victorias）（原名康瓦爾國民隊 Cornwall Nationals），那時大部分健康的男人正參加第一次世界大戰，而女子曲棍球正蓬勃發展。
拉潘斯因累計超過150次的進球數，與帶領隊伍在1916年到1917年間成為不敗之師而聞名，根據記錄，這兩年間她們創下46場賽事中贏下45場的戰績。然而，在要求得到比賽相關獲利分紅後，拉潘斯於1918年自體壇銷聲匿跡，當時猶未滿20歲。關於她有數種謠言，例如：她死於1918年流感大流行、她到紐約做了變性手術，或她一直以來都是變性人，至今仍無任何可靠證據能證明這些傳聞。1940年時，她父親提出的說法駁斥了所有謠言，具體指出她的生活就和所有紐約女子一樣。

## 早年生活與職業生涯
艾爾柏婷·拉潘斯在1898年8月10日誕生於加拿大安大略省的康瓦爾郡（Cornwall, Ontario），是Phillippe和Matilde十一個孩子中的老么。她在結冰的湖面和河面上，和哥哥們與其他男孩打冰上曲棍球度過童年。隨著第一次世界大戰爆發，大量男性奔赴戰場造成了職業曲棍球聯盟產業衰退。這導致曲棍球競技場的收入減少，於是在蒙特婁，Jubilee體育館（Jubilee Arena）的擁有者便在1915年組織了一個由四支隊伍組成的女子曲棍球聯盟－－東方女子曲棍球聯盟（the Eastern Ladies' Hockey League，ELHL）。拉潘斯投奔了康瓦爾國民隊（Cornwall Nationals），這支隊伍在聯盟成立一年後就加入、很快更名為康瓦爾維多利亞隊（Cornwall Victorias）。她在1916年一月的初登場，助維多利亞隊以6:0獲勝，她貢獻了6分中的5分；並在一周後隊伍以8:0贏球的比賽中，再貢獻了其中的6分。在另一場比賽中，她獨得15分，助隊伍取得21:0的勝利。她的戰績是推廣女子運動的助力；在康瓦爾維多利亞簽下在Jubilee體育館比賽的合約後，只要拉潘斯上場比賽，3000個座位場場銷售一空。她是英語系記者暱稱的「Miracle Maid（奇蹟少女）」，也是法語系記者筆下的「l'etoile des etoiles（明星中的明星）」。
基於她在體育競技中的強勢表現，她其實是男人的謠言經久不歇。這類謠言於她的第一戰後立即浮出水面，因為當時的對手渥太華隊中，就有隊員如此指控她。這項指控在聯盟內不是毫無根據，因為當時男孩偽裝成女性來增加場面精彩度並非罕事。有些敵對隊伍甚至試圖在比賽中脫掉拉潘斯的帽子，來看看她頭髮的長度。她的父親發表了公開聲明否認這項傳言，而《蒙特婁星報》在1916年2月展開調查。報告中調查員與好幾十個從她小時候就認識的Cornwall居民對談後，下了「由此可知『他』確實是『她』」的結論。然而謠言持續延燒，一些當今的消息來源仍假定她極可能曾經是個男人。例如2011年，一篇刊於康瓦爾街報（Cornwall Standard Freeholder）的文章中就寫到：「我們永遠不知道Albertine是否曾叫做Albert」，推測拉潘斯有可能曾經名為Albert，是一名逃役者。
新聞記錄了在1916到1917年間，康瓦爾維多利亞在46場比賽中立於不敗之地，贏得45場，1場平手。在那段期間，他們取得遠超對手的得分：228－29，其中拉潘斯贏得150分，場均進球數超過三球。拉潘斯的能力和強壯，導致她在參加的比賽中遇到了許多怪事。其中，蒙特婁西區隊中有個被吹捧為「曲棍球神童」、能力可與拉潘斯匹敵的17歲選手艾達·拉倫德（Ada Lalonde）。結果拉倫德其實是個年輕男子，是該隊擁有者堅持讓他加入比賽，以測試並壓過拉潘斯；另一場比賽中，西區隊的守門員Hardman小姐太過害怕拉潘斯的強力射門，竟然戴著棒球捕手的面罩上場。拉潘斯了解聯盟在體育館身上賺了多少錢，而她自己在隊伍的成功中扮演了極重要的角色，於是她向老闆要求分紅。這個要求被洩漏給記者，導致蒙特婁星報將她定位為愛慕虛榮的人。老闆拒絕了她分紅的要求，於是她在1918年退役。

## 晚年生活
拉潘斯退出ELHL後自聚光燈下消失，而ELHL也在戰後淡出舞台。各種謠言紛紛傳出：有些報導說，她已死於1918年流感大流行。也有人說她進行變性手術，而此傳說成為康瓦爾官方歷史，不過被加拿大圖書館與檔案館關於女子冰球的紀錄否認。這個故事在她進行手術後還有後續，說她以「Albert Smythe」這個男人的身分回到康瓦爾郡，結婚並經營汽車修理廠。然而，她母親1929年的訃告將她列為在世的女兒；此外，1940年她父親的傳略中，明確表示她嫁給名為Albert Schmidt的紐約男人。更進一步反駁謠言的事實是，變性手術在第二次世界大戰後才存在。